# Prokopis Pavlopoulos

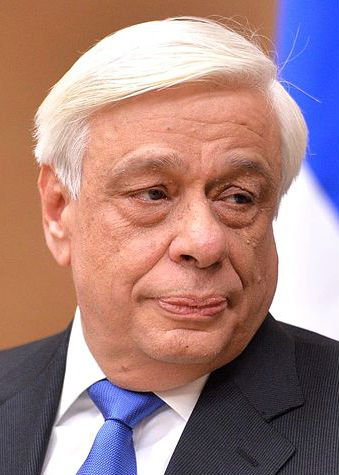
Prokopis Pavlopoulos (2016)

Prokopis Pavlopoulos (griechisch Προκόπης Παυλόπουλος, * 10. Juli 1950 in Kalamata) ist ein griechischer Rechtswissenschaftler und Politiker. Er war von 2015 bis Anfang 2020 Staatsoberhaupt von Griechenland.

## Leben
Pavlopoulos studierte Verfassungs- und Verwaltungsrecht an der Universität Panthéon-Assas in Paris. Er unterrichtete an der Universität Athen seit 1980, seit 1986 als Professor. Daneben war er Berater mehrerer griechischer konservativer Ministerpräsidenten. 1989 wurde er zum ordentlichen Professor für Verwaltungsrecht berufen.
Pavlopoulos war 1974 als Sekretär des griechischen Präsidenten Michail Stasinopoulos tätig, mit dem er bereits während der Militärdiktatur (1967–1974), als Stasinopoulos unter Hausarrest stand, verbunden war. Von November 1989 bis April 1990 war er stellvertretender Minister beim Ministerpräsidenten und Regierungssprecher in der All-Parteien-Koalition von Xenophon Zolotas, von 1990 bis 1995 Rechtsberater von Präsident Konstantinos Karamanlis und politischer Berater des Vorsitzenden der Nea Dimokratia, Miltiadis Evert. Bei den Parlamentswahlen 1996 und 2000 wurde er als Abgeordneter für die Nea Dimokratia gewählt. Nach der Parlamentswahl 2004, die von der Nea Dimokratia gewonnen wurde, wurde Pavlopoulos im März 2004 Innenminister in der Regierung von Ministerpräsident Kostas Karamanlis (Kabinett Karamanlis I). Das Innenministerium hieß bis zur Parlamentswahl in Griechenland 2007 „Ministerium für innere Angelegenheiten, öffentliche Verwaltung und Dezentralisierung“ und ab dann „Ministerium des Inneren und der öffentlichen Ordnung“.
Pavlopoulos war auch Innenminister im Kabinett Karamanlis II vom 19. September 2007 bis zum 11. September 2009.
Bei der vorgezogenen Parlamentswahl im Oktober 2009 erhielt die PASOK eine absolute Mehrheit der Parlamentssitze; damit endete die fünfeinhalbjährige Regierungszeit der Nea Dimokratia.
Er ist Mitglied des Zentralkomitees der Nea Dimokratia.
Bei der Präsidentschaftswahl vom 18. Februar 2015 wurde Pavlopoulos als Kandidat der regierenden SYRIZA-ANEL-Koalition unter dem Ministerpräsidenten Alexis Tsipras mit 233 von 300 Abgeordnetenstimmen zum griechischen Präsidenten gewählt. Seine Amtszeit begann am 13. März 2015. Am 13. März 2020 wurde er von seiner Nachfolgerin Katerina Sakellaropoulou abgelöst.

## Politische Positionen
Als Staatspräsident sprach Pavlopoulos Drohungen gegen die Annäherung Albaniens an die EU aus, die er mit einem Besuch des albanischen Präsidenten im Kosovo begründete. 

## Kritik
Pavlopoulos wird dafür kritisiert, während seiner fünfeinhalbjährigen Amtszeit als Innenminister mit der Einstellung von 865.000 Beamten zur Aufblähung des öffentlichen Dienstes beigetragen zu haben.